# Université de technologie de Poméranie occidentale

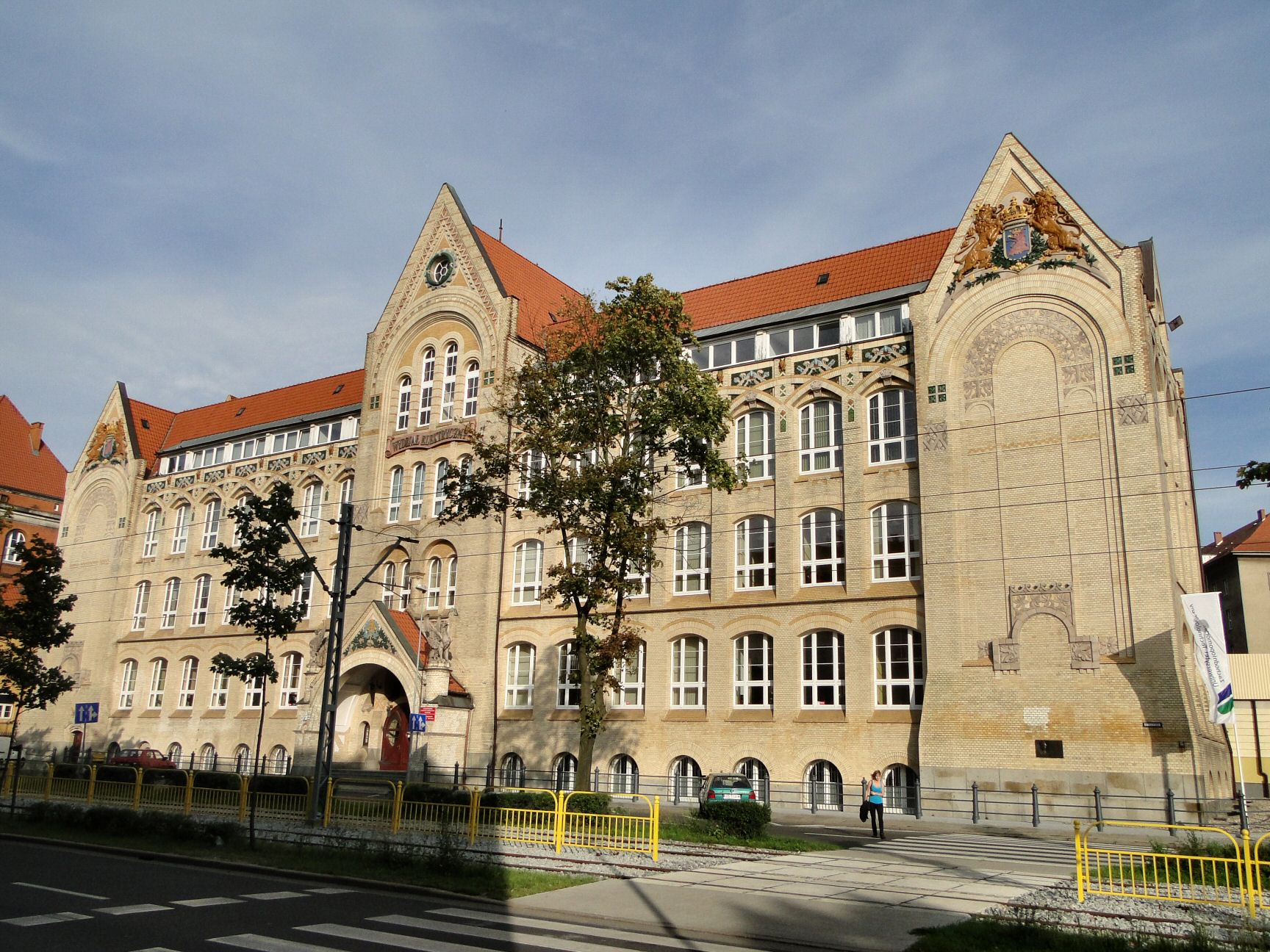
L'un des bâtiments.

L’université de technologie de Poméranie occidentale (ZUT) est un établissement public polonais d’enseignement supérieur technologique et de recherche habilité à délivrer des diplômes universitaires (ingénieur, master-ingénieur, doctorat) créé le 1er janvier 2009 à Szczecin, par la fusion de l'Académie d'agriculture de Szczecin et de l’École polytechnique de Szczecin. 
L'établissement est composé de 10 facultés, avec 35 filières. Il emploie 2 300 salariés, et accueille environ 15 000 étudiants.
L'objectif principal de l'établissement est de former des étudiants et de mener des recherches dans le domaine des sciences et techniques agricoles, économiques, biologiques, chimiques et mathématiques.

## Composition de l'université
L'université regroupe les facultés existantes à l’École polytechnique de Szczecin et à l'Académie d'agriculture de Szczecin :
- Faculté de biotechnologie et d'élevage des animaux :
  - Biologie
  - Biotechnologie
  - Élevage
  - Bioinformatique - études interdisciplinaires
- Faculté de génie civil et d'architecture :
  - Architecture et urbanisme
  - Architecture
  - Construction
  - Ingénieur en environnement
  - Conception
- Faculté de génie électrique :
  - Automatisation et robotique
  - Électronique et Télécommunications
  - Électrotechnique
  - téléinformatique (à partir de l'année universitaire 2011-2012)
- Faculté des sciences économiques :
  - Économie
  - Gestion
- Faculté d'informatique :
  - Informatique
  - Gestion et ingénierie de production
- Faculté de génie mécanique et mécatronique (anciennement mécanique) :
  - Énergétique
  - Génie des matériaux
  - Génie mécanique
  - Mécatronique
  - Transports
  - Gestion et ingénierie de production
- Faculté de la gestion de l'environnement et l'agriculture :
  - Architecture du Paysage
  - Organisation de l'espace (à partir de l'année universitaire 2011-2012)
  - Environnement
  - Jardinage
  - Agriculture
  - Sylviculture et technologie forestière
- Faculté des sciences de l'alimentation et de la pêche :
  - Microbiologie appliquée (à partir de l'année universitaire 2011-2012)
  - Pêche
  - Technologie de l’alimentation et nutrition humaine
  - Towaroznawstwo
  - Analyste des aliments et de l'environnement de l'eau - études interdisciplinaires
  - Génie alimentaire et l'environnement aquatique - études interdisciplinaires
- Faculté des technologies maritimes :
  - Sécurité Ingénierie
  - Oceanotechnika
  - Transports
- Faculté de technologie et ingénierie chimique :
  - Génie chimique et processus
  - Environnement
  - Technologie chimique
  - Produits de base